# Иордания на Олимпийских играх
Иордания впервые приняла участие в Олимпийских играх в 1980 году. С тех пор Иордания участвовала во всех летних Олимпийских играх и никогда не участвовала в зимних Олимпийских играх. 
Страну на Олимпийских играх представляли 33 спортсмена и 15 спортсменок, которые принимали участие в турнирах по боксу, борьбе, конному спорту, лёгкой атлетике, настольному теннису, плаванию, стрельбе, стрельбе из лука, тхэквондо, фехтованию. Наиболее крупную делегацию Иордания выставила на Играх 1984 года (13 человек).
Первым иорданским спортсменом, завоевавшим Олимпийскую медаль, стал Ахмад Абугауш, победивший в соревнованиях Олимпийских игр 2016 года по тхэквондо в весовой категории до 68 кг у мужчин.  
В 1988 году в Сеуле на летних Олимпийских играх двое иорданских спортсменов в показательных выступлениях завоевали бронзовые медали по тхэквондо. Этими спортсменами стали Самер Камал и Ихсан Абу Шейха. Также в показательных выступлениях по тхэквондо на Олимпийских играх 1992 года бронзовую медаль завоевал Амар Сбейхи. Поскольку тхэквондо стало Олимпийским видом спорта только с 2000 года, то, соответственно, медали, завоёванные спортсменами в 1988 и 1992 годах, не учитываются в официальном Олимпийском зачёте. 
Национальный олимпийский комитет Иордании был создан в 1957 году и признан Международным олимпийским комитетом в 1963 году. В настоящее время национальный олимпийский комитет Иордании возглавляет принц Фейсал ибн Аль-Хусейн.

## Таблица медалей

### Медали на летних Олимпийских играх
| Игры                | Спортсменов | Золото | Серебро | Бронза | Всего | Место |
| ------------------- | ----------- | ------ | ------- | ------ | ----- | ----- |
| 1980 Москва         | 4           | 0      | 0       | 0      | 0     | -     |
| 1984 Лос-Анджелес   | 5           | 0      | 0       | 0      | 0     | -     |
| 1988 Сеул           | 7           | 0      | 0       | 0      | 0     | -     |
| 1992 Барселона      | 2           | 0      | 0       | 0      | 0     | -     |
| 1996 Атланта        | 4           | 0      | 0       | 0      | 0     | -     |
| 2000 Сидней         | 6           | 0      | 0       | 0      | 0     | -     |
| 2004 Афины          | 5           | 0      | 0       | 0      | 0     | -     |
| 2008 Пекин          | 6           | 0      | 0       | 0      | 0     | -     |
| 2012 Лондон         | 9           | 0      | 0       | 0      | 0     | -     |
| 2016 Рио-де-Жанейро | 8           | 1      | 0       | 0      | 1     | 54    |
| 2020 Токио          | 14          | 0      | 1       | 1      | 2     | 74    |
| 2024 Париж          | —           |        |         |        |       | —     |
| Итого               | Итого       | 1      | 1       | 1      | 3     |       |

### Медали по видам спорта
| Виды спорта | Золото | Серебро | Бронза | Всего |
| ----------- | ------ | ------- | ------ | ----- |
| Тхэквондо   | 1      | 1       | 0      | 1     |
| Карате      | 0      | 0       | 1      | 1     |
| Итого       | 1      | 1       | 1      | 3     |